# Los Stompers
Los Stompers es un grupo de música irlandés afincado en Barcelona. Se formó en 1997 y se define como post-irlandés, y se ha establecido como un punto de referencia en el panorama musical catalán.
Desde sus inicios como grupo de folk irlandés, se ha ido perfilando una postura más personal que halla expresión en lo que llama el Barcelona Irish Sound, la propuesta del cual es de desmitificar la música celta y otras músicas folk o tradicionales, inspirándose en diversos géneros e inyectando una dosis saludable de humor e ironía.[cita requerida]

## Historia
Tras la disolución de los Stomping Clawhammers, Dara Luskin (bajo eléctrico), Kiko Fergananym (banjo, mandolina) y Alex Crichton (voz, guitarra) formaron Los Stompers en 1997. Siguieron una gira escandinava y un disco en directo, Mezzy on Stage (con violinista Colum Pettit), registrado en el desaparecido Jazzmatazz de Barcelona, y editado por Ventilador Music (sello fundado por Componentes de Los Manolos). La grabación representaba una antología de clásicos del repertorio tabernario tradicional irlandés (The waxie’s dargle, Follow me up to Carlow, The star of the County Down) entreverado con temas propios.
Con el lanzamiento de su estreno en estudio, Pub Friction (Ventilador Music,1999) se plasmó la propuesta de fusionar estilos como la rumba o el country, tarea facilitada por la destreza técnica del productor (y batería de Los Manolos) Andreu Hernández, la colaboración de músicos curtidos como Ricky Araiza o Cece Giannotti, y la incorporación de instrumentos atípicos (cajón, darbuka, dobro, trompeta y tuba). El álbum recibió reseñas positivas en EFE EME y La Vanguardia.
En 2001, con unos cambios en la plantilla (sale Colum Pettit y entran Juan Aguiar en el violín y David García en la batería) se lanzó Belmondo Café. una producción más pulid, empero siguen bien presentes la fusión de géneros (ska, ragga, pop) y el humor, así como las reseñas (Avui, El País).
fue acompañada por más cambios de formato, con el reclutamiento de David Holmes (violín), Daniel Violant (acordeón) y Salva Suau (batería). El sencillo Turn of the Century EU Fue emitido por M80 durante el mes de mayo del 2001.
En el transcurso de los siguientes años el conjunto experimentó varios cambios de personal: Dave Varriale (quien venía de trabajar con Pau Fuster) hizo el relevo de Salva Suau en 2003, y marchó (junto con Dani Violant) en 2005, reemplazado por Marcos López.
En 2008, el grupo fue invitado a participar en el prestigioso Skagen Festival de Dinamarca, compartiendo cartelera con lumbreras folk del corte de The Dubliners y Donovan.

## Proyectos paralelos
Estos años conllevaron una diversificación de actividades al margen de Los Stompers, como por ejemplo la formación de Ded Grandad (2002), por Alex Crichton (alias Earwax Fullton) y Kiko Fergananym (alias Welkin Gibbous), grupo dedicado a la recuperación de la música de raíces norteamericana de principios del siglo XX. En 2006 se editó el CD Beyond the Gravey Train, con la intervención de Dara Luskin (bajo), Ricky Araiza (bouzouki, banjo) y Nacho Haywire (clarinete). El grupo ha actuado en festivales como Blues a Roses y Country Beer Blues, Valencia.
También en 2006, se estrenó el espectáculo de música y danza celtas An Taisteal, conjuntamente con el grupo de claqué irlandés Celtic Caos. Desde entonces se ha presentado en festivales por Cataluña, Andorra y Francia. Una gira de Aragón en 2008 lo llevó a pueblos como Alcañiz, Zuera, La Almunia y Fuentes del Ebro entre otros.

## Nuevo Disco
En 2006, tras nueve años de recorrido, Alex Crichton decidió jubilarse como Stomper. Le sustituyó Brian O’Mahony, originario de Cork, Irlanda. Esto constituye la consolidación de una formación fija después de años de fluctuación. Con esta estabilidad,  y la inyección de sangre nueva, la banda empezó a confeccionar su cuarto trabajo. Al final de una larga gestación las obras arrancaron en noviembre de 2008, de nuevo supervisadas por Andreu Hernández, en el estudio de Ventilador Music en Sants, Barcelona.  El resultado, tituladoAnimal, Vegetable, Miserable, se editó en noviembre de 2009.

## Discografía
- Mezzy on Stage (Ventilador Music, 1998)
- Pub Friction (Ventilador Music, 1999)
- Belmondo Café (Ventilador Music, 2001)
- Animal, Vegetable, Miserable (Ventilador Music, 2009)
- The Harold Spencers (Ventilador Music, 2013)